# Le Rochereau
Le Rochereau foi uma comuna francesa na região administrativa da Nova Aquitânia, no departamento de Vienne. Estendia-se por uma área de 8,93 km². Em 2010 a comuna tinha 730 habitantes (densidade: 81,7 hab./km²).
Em 1 de janeiro de 2017, passou a fazer parte da nova comuna de Champigny en Rochereau.